# Bingöl (település)
Bingöl (zazaki nyelven Çolig, kurdul: Çewlîk) város Kelet-Anatóliában. A hasonló nevű tartomány (egykor vilajet) székhelye, az azonos nevű körzet központja. A város nevének jelentése: ezer tó. A XX. század elejéig Çabakcur volt a neve, ami örményül „erőszakos vízfolyást” jelent. A körzet népessége 2008-ban 131 666 fő volt, a városé 86 113 fő.

## Története
Evlija Cselebi szerint Bingölt Nagy Sándor alapította. Lakói ma zömmel zaza nemzetiségűek. 60%-uk szunnita muszlim, 40% az iszlám alevi ágát követi.

## Földrajza
A város nagyon földrengésveszélyes vidéken épült. Az 1960-as években szinte teljesen elpusztult. Sok földönfutót Németország fogadott be. Ez a magyarázata annak, hogy a városban is számosan vannak olyanok, akik jól beszélnek németül. 2003-ban újabb pusztító földrengés rázta meg Bingölt.
A város térségében több jó sípálya és vadászterület is található.